# Ascensió

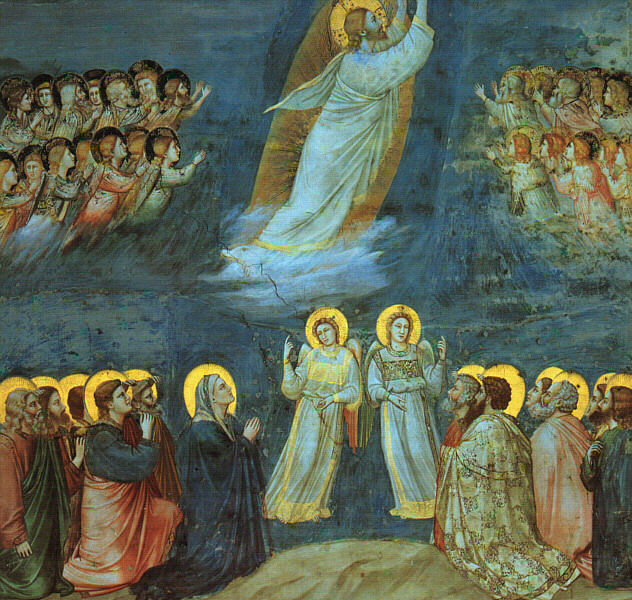
l'Ascensió de Jesús, segons Giotto

La Festa de l'Ascensió de Jesucrist (també anomenada Solemnitat de l'Ascensió del Senyor, Dia de l'Ascensió) commemora la creença cristiana de l'Ascensió corporal de Jesús al Cel.
És una de les festes ecumèniques (compartida per múltiples denominacions) de les esglésies cristianes, al mateix nivell que les festes de la Passió i la Pentecosta. Seguint el relat dels Fets dels Apòstols que Jesús ressuscitat va aparèixer durant 40 dies abans de la seva Ascensió, el Dia de l'Ascensió se celebra tradicionalment un dijous, el quarantè dia de Pasqua segons el recompte inclusiu, tot i que l'observança en alguns casos es trasllada al diumenge següent, i rep el nom de Diumenge de l'Ascensió. El dia d'observança varia entre denominacions cristianes, com ara els luterans i els catòlics. L'Ascensió també fa referència al període de deu dies entre la festa de l'Ascensió i la festa de Pentecosta. El diumenge dins d'aquest període es pot anomenar el setè diumenge de Pasqua o el diumenge de l'Ascensió.

## Història
L'observança d'aquesta festa és molt antiga. Eusebi sembla insinuar la seva celebració al segle IV. A principis del segle v, Agustí d'Hipona diu que és d'origen apostòlic, i en parla d'una manera que demostra que era l'observança universal de l'Església Catòlica molt abans del seu temps. Se'n fa menció freqüent als escrits de Joan Crisòstom, Gregori de Nissa i a les Constitucions Apostòliques. El Pelegrinatge d'Egèria parla de la vigília d'aquesta festa i de la festa en si, ja que se celebraven a l'església construïda sobre la gruta de Betlem on tradicionalment es considera que va néixer Crist. Pot ser que abans del segle V l'esdeveniment narrat als Evangelis es commemorés conjuntament amb la festa de Pasqua o Pentecosta. Els himnes per a aquesta festa es troben al Llibre de Cants Georgià de Jerusalem, que conté material compost durant el segle V.